# Wartburg 311
O Wartburg 311 é um automóvel produzido pela fabricante de automóveis da Alemanha Oriental VEB Automobilwerk Eisenach de 1956 a 1965. O modelo 311 foi fabricado em uma série de variações, incluindo picape, sedã, limusine, cupê e como um roadster de dois lugares. O motor de dois tempos foi ampliado para 992 cc em 1962. Um modelo provisório, chamado Wartburg 312 e apresentando o chassi desenvolvido para o sucessor 353, foi produzido de 1965 a 1967.

## Antecedentes
A produção do Wartburg 311 já estava em andamento em Eisenach no final de 1955. O carro era um desenvolvimento do EMW 309 existente. Este era o carro anteriormente identificado como IFA F9, que, por sua vez, era baseado no DKW F9 de 1940, programado para ser lançado em 1940 até a Segunda Guerra Mundial intervir.

## O automóvel
A arquitetura básica do design pré-guerra, adquirida da Auto Union, sediada em Zwickau, foi mantida, embora com o chassi alongado em 10 cm, o que combinado com longos balanços para criar um carro maior com uma carroceria de sedã/berlina de quatro portas relativamente espaçosa.
O nome "Wartburg" veio do primeiro modelo (Wartburgwagen) produzido em 1898 na fábrica Automobilwerk Eisenach, três décadas antes de a empresa ser adquirida pela BMW, e quase cinco décadas antes da localização da fábrica, após a derrota do Terceiro Reich, na zona de ocupação soviética colocá-la sob controle estatal. A designação "311" seguiu a tradição do proprietário anterior da fábrica, a BMW, cujos carros de passeio produzidos em Eisenach eram todos identificados por um número de três dígitos começando com "3".
O uso de um chassi separado facilitou a adaptação do carro a uma variedade de diferentes formas de carroceria. Por outro lado, o uso de um chassi separado com os trilhos do chassi passando sob o assoalho do compartimento de passageiros durante um período em que as montadoras em outras partes da Europa estavam cada vez mais padronizando carrocerias de carros autoportantes, deixou a abordagem Wartburg parecendo cada vez mais datada e também aumentou a altura do carro, enquanto "baixo-longo-elegante" estava se tornando a ordem do dia no estilo de carros.
O 313-1 era um roadster de dois lugares, vendido como Wartburg Sport, produzido de 1957 a 1960. Dos 469 313-1 produzidos, cerca de um terço foi exportado para os Estados Unidos. Uma infinidade de outros estilos de carroceria estavam disponíveis, incluindo um raro roadster utilitário militar de quatro portas, cupês e várias versões de perua.

## Mercados de exportação
As exportações do Wartburg 311 para a Alemanha Ocidental começaram em 1958, e no início dos anos 1960 o carro foi exportado para muitos outros países, incluindo o Reino Unido e os Estados Unidos. No total, 737 automóveis 311 com volante à direita foram produzidos de 1961 a 1964.

## Produção argentina
Na Argentina, um pequeno sedã de duas portas com motores pequenos de dois e quatro cilindros de dois tempos foi produzido pela IAME em Córdova entre 1952 e 1955 como Justicialista. Após o golpe de estado de 1955, a IAME foi renomeada para DINFIA. A partir de 1956, foi equipado com o motor de 901 cc do Wartburg 311, parecia basicamente o mesmo, mas seu nome foi alterado para Graciela. Foi produzidos em 2.280 exemplares até 1961. Versões picape e furgão também estavam disponíveis. A partir de 1962, a carroceria local foi substituída pela do Wartburg 311 de quatro portas; este foi vendido como Graciela W. Ele manteve o mesmo motor, e 646 foram produzidos até 1964.

## Substituição
O modelo 353 mais quadrado e sucessor receberia um chassi modernizado com rodas de mola helicoidal independentes, com um passeio significativamente melhor. Antes da chegada do 353, havia um modelo intermediário, o Wartburg 312 (setembro de 1965 - março de 1967). Ele tinha o chassi atualizado e também rodas menores de 13 polegadas. O chassi também não precisava mais de lubrificação regular. As peças 353 foram gradualmente instaladas no 312 conforme ficavam prontas, o que significa que os modelos posteriores foram equipados com o motor de 50 cv, em vez da unidade de 45 cv do 311. Alguns também foram equipados com freios a disco na frente. Alguns entusiastas substituem a carroceria de um 353 pela carroceria de um 311 no mesmo chassi, o que não requer grandes modificações, tornando assim um carro mais antigo com fundamentos modernos. O 312 de passeio mais suave é muito popular no cenário de carros veteranos alemães hoje precisamente por essas razões.
O 312 continuou disponível com uma grande variedade de estilos de carroceria até a chegada do 353 no final de 1966, após o qual apenas a perua permaneceu à venda. Assim como o 353 Tourist, esses modelos foram produzidos pela VEB Karosseriewerk Halle, em vez de na fábrica principal de Eisenach.

## Variantes

### Wartburg 311
- 311/0 Standard Limousine (sedã de 4 portas)
- 311/1 Luxus-Limousine (sedã de luxo de 4 portas)
- 311/2 Cabriolet 2 portas (desde março de 1956)
- 311/3 Coupé 2 portas
- 311/4 Kübelwagen (policial fora de estrada), somente 891 foram produzidos (1959 - 1964)
- 311/5 Camping-Limousine (perua de 5 portas)
- 311/6 Limousine (sedã de 4 portas RHD)
- 311/7 picape 2 portas (desde março de 1956)
- 311/8 Schiebedach-Limousine (sedã de 4 portas, com teto solar)
- 311/108 Luxus-Limousine (sedã de luxo de 4 portas com teto solar deslizante)
- 311/9 Kombi (perua) 3 portas (desde março de 1956)
- 311-300 Hardtop Coupé (HT) 2 portas
- 313/1 Sportwagen (roadster de 2 portas / desde a primavera de 1957, com 50 cv)

- Wartburg 311/3 Coupé
- Wartburg 311/5 Camping Limousine
- Wartburg 311/7 picape
- Wartburg 311/9 Kombi
- Wartburg 313/1 Sportwagen
- Wartburg 312 sedã
- Wartburg 312-300 HT Coupé
- Interior do Wartburg 311

### Wartburg 312
- 312/0 Standard Limousine (sedã de 4 portas)
- 312/1 Luxus-Limousine (sedã de 4 portas)
- 312/5 Camping-Limousine (perua de 5 portas)
- 312-300 Hardtop-Coupé (HT) 2 portas
- 312 picape. Não se sabe se eles foram feitos pela fábrica ou se foram conversões posteriores. No entanto, o 353 posterior estava disponível como picape.